# Comuna Grămești, Suceava
Grămești este o comună în județul Suceava, Moldova, România, formată din satele Bălinești, Botoșanița Mică, Grămești (reședința), Rudești și Verbia.
Până la reforma administrativă din 1950 a făcut parte din județul Dorohoi.

## Demografie
Componența etnică a comunei Grămești
     Români (95,79%)
     Alte etnii (0,11%)
     Necunoscută (4,1%)
Componența confesională a comunei Grămești
     Ortodocși (94,09%)
     Penticostali (1,56%)
     Alte religii (0,15%)
     Necunoscută (4,21%)
Conform recensământului efectuat în 2021, populația comunei Grămești se ridică la 2.756 de locuitori, în scădere față de recensământul anterior din 2011, când fuseseră înregistrați 3.032 de locuitori. Majoritatea locuitorilor sunt români (95,79%), iar pentru 4,1% nu se cunoaște apartenența etnică. Din punct de vedere confesional, majoritatea locuitorilor sunt ortodocși (94,09%), cu o minoritate de penticostali (1,56%), iar pentru 4,21% nu se cunoaște apartenența confesională.

## Politică și administrație
Comuna Grămești este administrată de un primar și un consiliu local compus din 11 consilieri. Primarul, Florina-Veronica Anechitei[*], de la Partidul Național Liberal, este în funcție din 1 noiembrie 2024. Începând cu alegerile locale din 2024, consiliul local are următoarea componență pe partide politice:
|  | Partid                          | Consilieri | Componența Consiliului | Componența Consiliului | Componența Consiliului | Componența Consiliului | Componența Consiliului |
|  | ------------------------------- | ---------- | ---------------------- | ---------------------- | ---------------------- | ---------------------- | ---------------------- |
|  | Partidul Național Liberal       | 5          |                        |                        |                        |                        |                        |
|  | Partidul Social Democrat        | 4          |                        |                        |                        |                        |                        |
|  | Alianța pentru Unirea Românilor | 2          |                        |                        |                        |                        |                        |